# 川崎市立大谷戸小学校
川崎市立大谷戸小学校（かわさきしりつ おおがやとしょうがっこう）は、神奈川県川崎市中原区上小田中一丁目にある市立小学校。

## 概要
本校は1966年に開校した市立の小学校である。2016年に開校50周年を迎えた。
近隣にある小学校の大戸小学校の人数が多くなり、また生徒の安全確保（当時近くを走る南武線に高架がなく踏切を渡る生徒もいたため）のため開校した学校だったため、当初校名は「大戸第二小学校」になる予定であった。
なお読み方は「おおたにと」と呼ばれることがあるが正確には「おおがやと」である。2009年度の生徒数は1000人弱であり、3年生は5クラスで1年生は7クラスである。（2009年度）
新校舎完成前は校庭はプレハブ校舎建設のため狭くなっていたが、新校舎完成のため広くなった。
校舎は上空から見るとL字型に見えたが、新校舎建設のため現在はL字型ではない。校庭には「大谷戸富士」とよばれる小さな人工の山がある。これは本小学校の名物であったが、拡張工事のため撤去された。
また、天気がよい時に校舎4階から富士山が見える時がある。
その他、学校の東門を入ると正面に倉庫があり裏には畑があり5年生が稲を育てるなどしていたが、新校舎の建設によって倉庫ごと無くなってしまった。

## 沿革
出典
- 1966年（昭和41年）
  - 1月30日 - 川崎市教育委員会は、校名を川崎市立大谷戸小学校と決定。
  - 3月26日 - 第一期校舎建築工事完成。
  - 4月1日 - 川崎市立大戸小学校より分離独立し、開校（2学年173名、3学年170名入校）。
  - 4月5日 - 第1回入学式挙行。最初の新入生は191名。
  - 6月1日 - 体育施設、校門、塀が完成。
  - 9月23日 - 第1回秋季大運動会開催。
  - 11月11日 - 第二期校舎建築工事完成。
  - 11月15日 - 開校記念式典挙行し、校章・校歌発表会開催。
- 1968年（昭和43年）3月29日 - 第三期校舎建築工事完成。
- 1970年（昭和45年）3月20日 - 第1回卒業証書授与式挙行。最初の卒業生は138名。
- 1972年（昭和47年）7月11日 - プール落成式挙行。
- 1973年（昭和48年）4月17日 - 校庭拡張工事完了
- 1976年（昭和51年）11月19日 - 創立10周年記念式典挙行し、祝賀会開催。
- 1981年（昭和56年）4月2日 - 新校舎（特別教室4）工事完了。
- 1984年（昭和59年）9月30日 - 給食室（米飯）改修工事完成。
- 1986年（昭和61年）
  - 9月28日 - 創立20周年記念バザー開催。
  - 11月14日 - 創立20周年記念式典挙行し、祝賀会開催。
- 1996年（平成8年）
  - 2月13日 - 住所表示変更により、中原区上小田中1丁目27番地1号となる。
  - 11月9日 - 創立30周年記念式典挙行し、祝賀会開催。
- 2006年（平成18年）
  - 8月2日 - 創立40周年記念事業として、大谷戸富士改修工事実施。
  - 11月3日 - 創立40周年記念式典挙行し、祝賀会開催。
- 2007年（平成19年）4月1日 - 給食委託業務開始。
- 2010年（平成22年）7月31日 - 増築校舎（東棟完成）。
- 2011年（平成23年）12月19日 - 大谷戸富士お別れ会開催。
- 2012年（平成24年）
  - 3月24日 - 校舎全面改築工事着工。
  - 7月28日 - 校舎お別れ会開催。
  - 8月27日（第2学期） - プレハブ校舎での授業開始。
  - 10月 - 新校舎工事開始[2]。
- 2013年（平成25年）
  - 3月16日 - 第44回卒業証書授与式を、エポック中原にて行った。
  - 4月5日 - 第48回入学式を、エポック中原にて行った。
- 2014年（平成26年）
  - 2月 - 新校舎建設工事完了[2]。
  - 3月10日 - 新築校舎・新体育館アリーナ完成。
  - 3月18日 - 第45回卒業証書授与式を、完成したばかりの体育館アリーナで行った。
  - 4月7日 - 新校舎での学校生活開始。同日、 体育館アリーナでは最初となる第49回入学式挙行。
  - 11月4日 - 校庭完成記念「校庭オープニングセレモニー」開催。
- 2015年（平成27年）
  - 5月30日 - 新校庭にて初の運動会となる創立50周年記念運動会開催。
  - 10月31日 - 校舎落成・創立50周年記念の両式典挙行。

## 通学区域
出典
- 上小田中1丁目（全域）
- 上小田中2丁目（1番、2番(1号・3号)、3番(5号・6号・17号・18号・20号・22～27号)、4番、5番、7～42番）
- 上小田中3丁目（全域）
- 上小田中4丁目（全域）
- 上小田中6丁目（51番(16号・18号・22～24号・27号・28号)、52～60番）

## 進学先中学校
出典
- 川崎市立西中原中学校

## 学校周辺
- 寳藏寺
- 宗教法人寳藏寺つぼみ幼稚園 - 進学前幼稚園のひとつだったが、2024年3月31日をもって閉園[5]。
- 社会福祉法人けいわ会上小田中保育園 - 進学前保育園のひとつ。
- 特別養護老人ホームこだなか
- また、高津区との区境線も近い。

## 交通アクセス
- JR南武線武蔵新城駅（北口）から、徒歩約650m・約10分。
- 第三京浜道路京浜川崎ICから、車で約650m・約3分。